# Cristian Ríos
Cristian Alejandro Ríos Alfonso, noto come Cristian Ríos (Santa Fe, 18 luglio 1980), è un ex calciatore argentino, di ruolo centrocampista.